# 勒博恩 (洛泽尔省)
勒博恩（法語：Le Born，法語發音：[lə bɔʁn]）是法国洛泽尔省的一个市镇，属于芒德区。

## 地理
勒博恩（44°33'35"N, 3°33'39"E）面积30.21 平方千米，位于法国奧克西塔尼大區洛泽尔省，该省份为法国南部内陆省份，北起上盧瓦爾省和康塔爾省，西接阿韦龙省，南至加尔省，东临阿尔代什省。
与勒博恩接壤的市镇（或旧市镇、城区）包括：阿尔藏克德朗东、珀卢斯、巴达鲁、沙斯泰勒努韦勒、蒙德朗东。

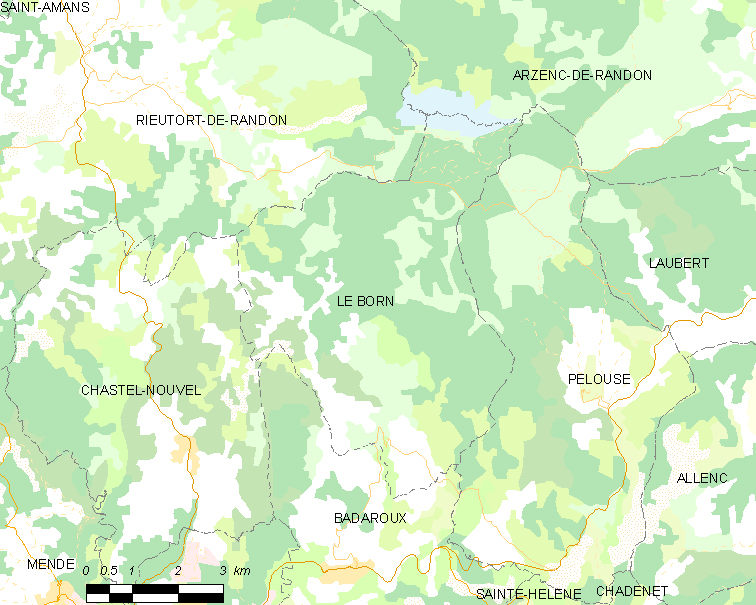
的OSM定位图

勒博恩的时区为UTC+01:00、UTC+02:00（夏令时）。

## 行政
勒博恩的邮政编码为48000，INSEE市镇编码为48029。

## 政治
勒博恩所属的省级选区为格朗里约县。

## 人口

1962-2008年间人口变化图示

勒博恩于2022年1月1日时的人口数量为156人。